# Frederikke Thøgersen
Frederikke Thøgersen (Thisted, 1995. július 2. –) Európa-bajnoki ezüstérmes dán női válogatott labdarúgó, a Rosengård csapatának támadója.

## Pályafutása

### Klubcsapatokban
Szülővárosában, a Thistedben ismerkedett meg a labdarúgással. 2013-ban az ország egyik legsikeresebb együtteséhez a Fortuna Hjørring-hez távozott. Az itt töltött hat szezonja alatt három bajnoki címmel és két kupagyőzelemmel gazdagította sikereit.
2019. május 20-án az olasz Fiorentina csapatához igazolt.

### A válogatottban
Svédország ellen 2014. március 5-én debütált a válogatottban. 2012-ben bronzérmet szerzett az U17-es korosztályos Európa-bajnokságon. Részt vett a 2017-ben Hollandiában rendezett Európa-bajnokságon, az ezüstérmet szerzett dán keret tagjaként.

## Statisztikái
| Sorozat              | Dátum      | Helyszín                   | Ellenfél  | Gól | Eredmény | Forrás |
| -------------------- | ---------- | -------------------------- | --------- | --- | -------- | ------ |
| 2018-as Algarve-kupa | 2018–03–02 | Vila Real de Santo António | Hollandia | 1   | 2–3      | [ 4 ]  |

## Sikerei, díjai

### Klubcsapatokban
Dán bajnok (3):
- Fortuna Hjørring (3): 2013–14, 2015–16, 2017–18

 Dán kupagyőztes (2): 
- Fortuna Hjørring (2): 2015–16, 2018–19

### A válogatottban
Dánia
- Európa-bajnoki ezüstérmes: 2017